# Strechyn
Strechyn (en biélorusse : Стрэшын ; en łacinka : Strešyn) ou Strechine (en russe : Стрешин) est une commune urbaine de la voblast de Homiel ou oblast de Gomel, en Biélorussie. Sa population s'élevait à 1 213 habitants en 2017.

## Géographie
Strechyn est arrosée par le Dniepr et se trouve à 19 km au sud de Jlobine, à 26 km au nord-est de Svetlahorsk, à 68 km au nord-ouest de Homiel ou Gomel et à 215 km au sud-est de Minsk.

## Histoire
A l'emplacement actuel de Strechyn, des vestiges d'un château en bois du XIIe siècle, entouré de douves, ont été découverts par des archéologues. Il dépendait alors de la principauté de Tchernigov. Plusieurs documents mentionnent Strechyn aux XIVe et XVe siècles. Strechyn fut rattaché à l'Empire russe à la suite de la deuxième partition de la Pologne, en 1793. Pendant la Première Guerre mondiale, le village fut occupé par l'armée allemande de février à décembre 1918. Strechyn fut à deux reprises le centre administratif du raïon de Strechyn, au sein de la république socialiste soviétique de Biélorussie : de 1924 à 1927 puis de 1939 à 1956. Strechyn fait partie de l'oblast de Gomel depuis le 20 février 1938. Dans les années 1930, plusieurs ateliers et petites usines furent mises sur pied pour transformer les matières premières de la région (usine d'amidon, moulins à huile, briqueterie, usine de poterie, etc.). Pendant la Seconde Guerre mondiale, Strechyn fut occupée par l'Allemagne nazie du 11 août 1941 au 29 novembre 1943. Ses habitants payèrent un lourd tribut et 484 soldats de l'Armée rouge périrent dans les combats pour sa libération.

## Patrimoine
L'église de Strechyn fut construite en 1807. Elle ne fut pas détruite pendant la période soviétique en raison de son intérêt architectural, mais fermée et utilisée comme entrepôt de sel puis comme étable, club, restaurant. Elle fut rendue à l'Église orthodoxe en 1989, restaurée et ouverte au culte en 1991.

## Population
Recensements (*) ou estimations de la population :
| 1860  | 1897* | 1909  | 1923* | 1926* | 1959* |
| ----- | ----- | ----- | ----- | ----- | ----- |
| 1 188 | 2 106 | 3 246 | 2 485 | 2 225 | 3 985 |

| 1970* | 1979* | 1989* | 1999* | 2009* | 2013  |
| ----- | ----- | ----- | ----- | ----- | ----- |
| 1 786 | 1 614 | 1 413 | 1 400 | 1 263 | 1 230 |

| 2014  | 2015  | 2016  | 2017  | - | - |
| ----- | ----- | ----- | ----- | - | - |
| 1 224 | 1 222 | 1 226 | 1 213 | - | - |